# Тељо Венето
Тељо Венето (итал. Teglio Veneto) је насеље у Италији у округу Венеција, региону Венето.
Према процени из 2011. у насељу је живело 1678 становника. Насеље се налази на надморској висини од 11 м.

## Становништво
Према резултатима пописа становништва 2011. у општини је живело 2.325 становника.
| 1931. | 1936. | 1951. | 1961. | 1971. | 1981. | 1991. | 2001. | 2011. |
| ----- | ----- | ----- | ----- | ----- | ----- | ----- | ----- | ----- |
| 2.378 | 2.380 | 2.528 | 2.272 | 2.050 | 2.043 | 1.964 | 1.979 | 2.325 |